# ロスコー・オーマン
ロスコー・オーマン（Roscoe Orman）は、アメリカ合衆国の俳優、コメディアン、脚本家、芸術家、児童擁護活動家である。

## 人生
彼はニューヨーク州のブロンクス区出身。
彼はハイスクール・オブ・アート・アンド・デザインという学校の高校生徒で、1962年に演劇「If We Grow Up.」でデビューを果たした。
映画では1973年にアメリカで公開された「Willie Dynamite」という作品で俳優デビュー。
アメリカの子供向け番組「セサミストリート」では、マット・ロビンソンの2代目であるハル・ミラーの3代目としてゴードン・ロビンソンを演じた。放映権がHBOに移動してからは登場しなくなったが、セサミストリート50周年記念として再登場した。

## 家族生活
彼にはパートナーのシャーロン・オーマン と5人の子供と8人の祖父がいる。その中でも息子のマイルズ・オーマンは、1980年代から1990年代にかけて「セサミストリート」でゴードンとスーザンの養子であるマイルズ・ロビンソンを演じていた。マイルズとロスコーの妻（キンバリー・ラマルク・オーマン）は、ニュージャージーに在住している。

## 出演作品
| 年          | 作品                                                     | 役                                           |
| ----------- | -------------------------------------------------------- | -------------------------------------------- |
| 1973        | Willie Dynamite                                          | ウィリー                                     |
| 1974 - 2016 | セサミストリート                                         | ゴードン・ロビンソン                         |
| 1975        | サンフォード・アンド・サン                               | アル・ロビンソン                             |
| 1976        | オール・マイ・チルドレン                                 | タイロン                                     |
| 1977        | 刑事コジャック                                           | コナーズ                                     |
| 1977        | Insight                                                  | ボディガード                                 |
| 1979        | ジュリアス・シーザー                                     | マーカス・ブルータス                         |
| 1979        | コリオレイナス                                           | アドリアン                                   |
| 1983        | 美術館へ行こう〜メトロポリタン美術館のセサミストリート〜 | ゴードン・ロビンソン                         |
| 1985        | おうちに帰ろう！ビッグバード                             | ゴードン・ロビンソン                         |
| 1986        | F/X 引き裂かれたトリック                                 | ワレンジャー                                 |
| 1989        | A Man Called Hawk                                        | Malcolm                                      |
| 1989        | Hard Time on Planet Earth                                | Captain Ralston                              |
| 1991        | Big Bird's Birthday or Let Me Eat Cake                   | ゴードン・ロビンソン                         |
| 1993        | スリー・リバーズ                                         | シド、エディーのパートナー                   |
| 1993        | セサミストリート: 世界の国からハッピーニューイヤー       | ゴードン・ロビンソン                         |
| 1995        | ニュージャージー・ドライブ                               | Judge                                        |
| 1996        | エルモのクリスマス                                       | ゴードン・ロビンソン                         |
| 1997        | Drive by: A Love Story                                   | Pops                                         |
| 1998        | Elmopalooza!                                             | ゴードン・ロビンソン                         |
| 1999        | エルモと毛布の大冒険                                     | ゴードン・ロビンソン                         |
| 1999        | Cosby                                                    | Mr. Marson                                   |
| 2000        | Lifeline                                                 | ナレーター                                   |
| 2001 - 2004 | LAW & ORDER:性犯罪特捜班                                 | カメレオン, アラン・キリー                   |
| 2002        | セックス・アンド・ザ・シティ                             | 列車のウェイター                             |
| 2006        | 30 Days                                                  | Jo Jo                                        |
| 2007        | 短編映画「コニー・アイランド」                           | ボス                                         |
| 2008        | THE WIRE/ザ・ワイヤー                                    | オスカー警備員                               |
| 2008        | Compliments of the Serpent                               | マイク                                       |
| 2008 - 2013 | LAW & ORDER：性犯罪特捜班                                | ジェローム・ハワード、ブライアント・デイビス |
| 2011        | Jeremy Fink and the Meaning of Life                      | Dr. Grady                                    |
| 2012 - 2013 | Little Children, Big Challenges                          | ゴードン・ロビンソン                         |
| 2013        | アルファ・ハウス                                         | Randall                                      |
| 2016        | ザ・ナイト・オブ                                         | ジュリー                                     |
| 2018        | ブルーブラッド 〜NYPD家族の絆〜                          | イーサン・グッドウィン                       |
| 2018        | All These Small Moments                                  | Dr. Rogers                                   |
| 2018        | ニュー・アムステルダム 医師たちのカルテ                  | ロジャー・コンウェイ                         |
| 2019        | クリスマスが教えてくれたこと                             | レジナルド・ミラー                           |
| 2020        | You Can't Take My Daughter                               | マクデビット                                 |